# 大佩雷古鄉
46°14′N 20°54′E / 46.233°N 20.900°E
大佩雷古鄉（羅馬尼亞語：Comuna Peregu Mare, Arad），是羅馬尼亞的鄉份，位於該國西部，由阿拉德縣負責管轄，面積33平方公里，海拔高度98米，2011年人口1,625，人口密度每平方公里47人。